# QAPF 도표

심성암의 QAPF 도표

QAPF 도표(영어: QAPF diagram)는 광물학적 조성에 따라 화성암을 분류할 때 사용되는 마름모꼴의 다이어그램이다. Q・A・P・F는 석영(Quartz), 알칼리 장석(Alkali feldspar), 사장석(Plagioclase), 준장석(Feldspathoid) 등 4개 광물그룹의 약자다. 석영(Q)·알칼리 장석(A)·사장석(P)·준장석(F)은 각각 QAPF 그림에서 사방에 배치되며, 그 비율에 따라 광물이 분류된다. QAPF 도표에서 Q·A·P·F의 비율은 정규화된다(즉, Q·A·P·F의 합계가 100%가 되도록 숫자가 조정된다).

## 추가 자료
- Streckeisen, A. L., 1978. IUGS Subcommission on the Systematics of Igneous Rocks. Classification and Nomenclature of Volcanic Rocks, Lamprophyres, Carbonatites and Melilite Rocks. Recommendations and Suggestions. Neues Jahrbuch für Mineralogie, Abhandlungen, Vol. 141, 1–14.
- Le Maitre,R.W. 2002. Igneous Rocks: A Classification and Glossary of Terms : Recommendations of International Union of Geological Sciences Subcommission on the Systematics of Igneous Rocks. Cambridge University Press, 236pp.